# Petrejoides guatemalae
Petrejoides guatemalae is een keversoort uit de familie Passalidae. De wetenschappelijke naam van de soort is voor het eerst geldig gepubliceerd in 1983 door Reyes-Castillo & Schuster.